# Richard William George Hingston
Pour les articles homonymes, voir Hingston.
Richard William George Hingston (Londres, 17 janvier 1887 - Passage West, 5 août 1966) est un médecin, naturaliste, écrivain et explorateur irlandais.

## Biographie
Après ses brillantes études à l'university College de Cork, il entre à l'Indian Medical Service. En 1913, il participe à une mission topographique au Pamir puis, lors de la Première Guerre mondiale, sert en Afrique de l'Est, en France puis en Mésopotamie où il obtient la Military Cross.
Élu à la Royal Geographical Society le 22 juin 1922, en 1924, il est engagé comme naturaliste dans une expédition anglaise partie à la conquête de l'Himalaya. Il y constitue alors une importante collection de plus de 10 000 espèces animales et de 500 plantes dont l'araignée Euophrys omnisuperstes qui vit jusqu'à une altitude de 6700 m, soit l'animal le "plus haut du monde". Malgré son inexpérience de l'alpinisme, il parvient à aider Edward Felix Norton atteint de cécité.
Après avoir quitté l'Indian Medical Service en 1927, il participe à une expédition au Groenland (1928) puis en Guyane (1929). En 1933, il est encore membre d'une mission en Rhodésie, au Nyassaland, au Kenya, en Ouganda et au Tanganyika pour enquêter sur la faune locale.
Pendant la Seconde Guerre mondiale, il sert en Inde (1939-1946). Il se retire ensuite dans sa maison de Passage West où il finit sa vie.
Une partie de ses collections sont conservées au Musée d'histoire naturelle de Londres.

## Œuvres
- A Naturalist in Himalaya, 1920
- A naturalist in Hindustan, 1923
- The Fight for Everest, avec Edward Felix Norton, 1924
- Nature at the Desert's Edge: Studies and Observations in the Bagdad Oasis, 1925
- Animal Life at High Altitudes, 1925
- Instinct and Intelligence, 1929
- Wolves in Sheep's Clothing: (Acanthaspis and Chrysopa), 1930
- A naturalist in the Guiana forest, 1932
- The Meaning of Animal Colour and Adornment, 1933
- Darwin, 1939